# Verkhni Taguil
Verkhni Taguil (en rus: Верхний Тагил) és una ciutat de l'óblast de Sverdlovsk, a Rússia, segons el cens del 2021 tenia 10.428 habitants.